# Carlo Sarrabezolles
Charles Sarrabezolles, dit Carlo Sarrabezolles, est un sculpteur et médailleur français, né le 27 décembre 1888 à Toulouse (Haute-Garonne) et mort le 11 février 1971 à Paris.

## Biographie
Charles Sarrabezolles naît à Toulouse, au no 7 rue de la Sainte-Croix (actuelle rue René-Vaïsse).
Après des études à l'école des beaux-arts de Toulouse, de 1904 à 1907, Carlo Sarrabezolles est admis à l'École des beaux-arts de Paris où il est élève des sculpteurs toulousains Antonin Mercié et Laurent Marqueste. Il concourt chaque année pour le prix de Rome jusqu'en 1914, année où il remporte le second grand prix. La Première Guerre mondiale qui éclate en août 1914 l'empêche de rejoindre la villa Médicis à Rome.
Mobilisé, il se porte volontaire pour ouvrir des vannes, afin de noyer des stocks de munitions, pour les soustraire aux Allemands. L'effort lui provoque une hernie, il est fait prisonnier et le reste jusqu'en 1918.
En 1920, il épouse Nicole Cervi (1893-1987), avec laquelle il a ensuite trois enfants.
En 1922, L'Âme de la France lui vaut le prix national.
Il réalise un certain nombre d’œuvres pour l'Exposition internationale des arts décoratifs et industriels modernes de 1925, dont Pallas Athéné, à l'entrée du pavillon des architectes français.
Il s'oriente vers une sculpture monumentale, participant aux reconstructions d'après-guerre et édifiant de nombreux monuments en mémoire de la guerre. Il travaille en collaboration étroite avec les architectes Paul Tournon, Roger-Henri Expert, Joseph Marrast, Jacques Droz, Jacques Carlu et Henri Joulie.

## Le sculpteur du béton

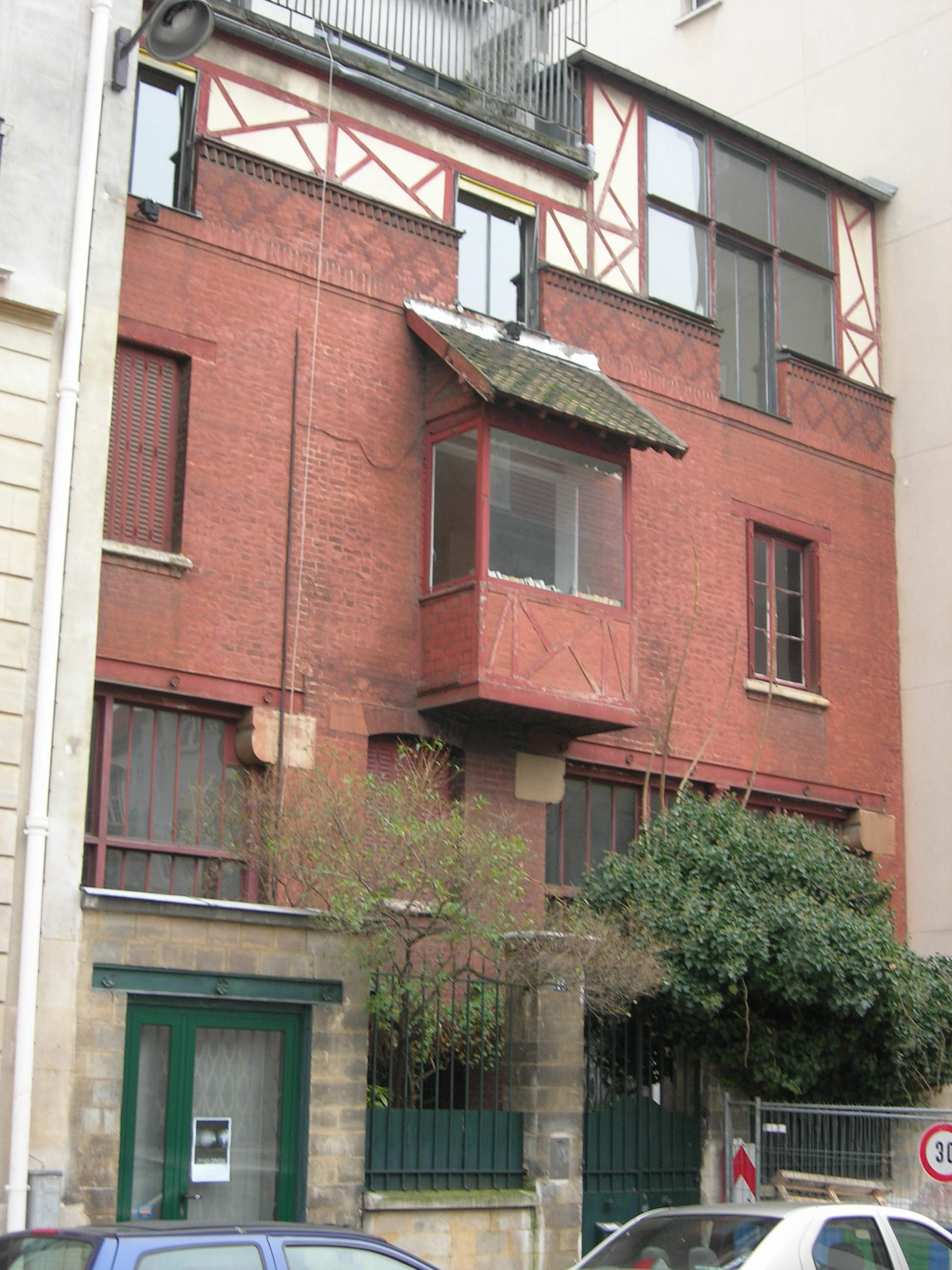
L'atelier de Carlo Sarrabezolles au 16, rue des Volontaires à Paris.

À partir de 1923 et jusqu'à son décès, il occupe le 16, rue des Volontaires, à Montparnasse, où se trouve son atelier. En 1926, Carlo Sarrabezolles initie une nouvelle technique, la taille directe du béton frais, qu'on a aussi appelée « sculpture à fresque », étant donné l'équivalence qu'elle peut avoir avec cette technique picturale. Elle est appliquée la première fois pour le campanile de l'église Saint-Louis de Villemomble (Seine-Saint-Denis).
Du 20 août au 3 novembre 1926, Sarrabezolles sculpte vingt statues de personnages, quatre séraphins, les symboles des évangélistes et de nombreuses inscriptions. Jusque-là, le ciment permettait de réaliser des sculptures par moulage. Ici, il n'est plus question ni de moule, ni de maquette : il faut tailler dans la masse du béton en prise, donc très rapidement, et par assises successives, en partant du bas. Il s'agit là d'un travail d'improvisation qui relève de la performance, ce qui explique qu'il ait fait peu d'émules dans cette spécialité qui satisfaisait les maîtres d'œuvre, tant pour son aspect économique qu'esthétique. La sculpture fait corps, indissociablement, avec l'architecture. Il réalise de cette façon la façade et le clocher de l'église Sainte-Thérèse-de-l'Enfant-Jésus d'Élisabethville à Aubergenville (Yvelines), les deux géants légendaires, Lydéric et Phinaert, qui constituent le soubassement du nouveau beffroi de Lille, et d'autres réalisations de ce type dans les années suivantes : la sculpture-clocher de l'église Saint-Pierre-Apôtre d'Alfortville (1932, détruite en 1980), l'église Notre-Dame-des-Missions d'Épinay-sur-Seine (1934, architecte Paul Tournon), la décoration extérieure de l'église Saint-Louis de Marseille (1935, architecte Jean-Louis Sourdeau), la décoration extérieure de la Maison d'Haussy (1928, architecte  Roger-Henri Expert) à Villeneuve-d'Ascq. Il sculpte des monuments funéraires comme au cimetière de Roubaix, où on trouve une pleureuse nommée La Douleur qui orne la tombe Dubroeucq-Chevaucherie.
Il est l'auteur du groupe Les quatre Éléments de l'aile Passy du palais de Chaillot à Paris. Son exigence de qualité est telle que, le groupe en place, il en découpe une partie qui ne le satisfait pas, la refait et la remet en place, le tout à ses frais. En 1935, son ami l'architecte Roger Expert, chargé de l'aménagement du paquebot Normandie lui commande un bronze, Le Génie de la mer, qui n'est finalement pas installé sur le paquebot.
En 1967, il restaure les figures sculptées par David d'Angers au fronton du Panthéon de Paris.
Il n'a cessé de travailler, tant en France qu'à l'étranger (parc de la propriété et bustes des Dupont de Nemours aux États-Unis, ambassade de France à Belgrade…), jusqu'à ce que la mort le surprenne dans son atelier de la rue des Volontaires à Paris le 11 février 1971.
L’Académie du Languedoc de Toulouse décerne chaque année le prix Carlo Sarrabezolles.

## Œuvres
- Ancretiéville-Saint-Victor : Statue de Notre-Dame de France, 1946, sculptée à la suite d'un vœu fait en 1939 et renouvelé en 1944 par le prêtre de la paroisse qui souhaitait ériger une statue dès la fin des hostilités si tous les soldats de la commune et lui-même revenaient sains et saufs.
- Aubagne : Monument aux morts du 1er régiment étranger, érigé à Sidi Bel Abbès, déplacé à  en 1963 après l'indépendance de l'Algérie.
- Châtillon-sur-Indre : Monument aux morts, architecte Albert Laprade.
- Coucy-le-Château : Monument aux morts.
- Coulonges-sur-l'Autize : Calvaire.
- Épinay-sur-Seine : Monument aux morts.
- Gradignan : Monument aux morts.
- Gramat : Monument aux morts.
- Hell-Bourg : Statue de la Victoire.
- Lectoure : Monument aux morts.
- Lons-le-Saunier : Monument à la gloire de la Résistance jurassienne.
- Marseille, église Saint-Louis : sculptures en béton en taille directe.
- Martres-Tolosane : Monument aux morts.
- Mortagne-au-Perche : Monument aux morts.
- Nieppe : Monument aux morts.
- Paris :
  - jardins du Trocadéro : La Danse triomphale et Pallas Athéna
  - station de métro Richelieu-Drouot : Monument aux morts de la Compagnie du chemin de fer métropolitain de Paris.
- Privas :
  - Monument aux morts de la Résistance ;
  - Piétà du calvaire du Montoulon ;
  - Sculptures de l'entrée et de Chapelle de l’hôpital Sainte-Marie : Chemin de Croix, Assomption, porche d’entrée.
- Saint-Girons : Monument à Oscar et Jean Auriac, inauguré le 25 juin 1950 par Paul Caujolle.
- Saurat, cimetière : Paul Caujolle, médaillon en bronze ornant la tombe du conseiller général de l’Ariège.
- Vincennes, église Saint-Louis de Vincennes, entrée : Statue de Saint Louis.

### Médailles
- Prix Léonie-Valmon, 1969[6].
- Jérôme Carcopino, 1970, médaille en bronze.
- Paul Caujolle, 1955, médaillon en bronze.

## Expositions
Le musée de La Piscine à Roubaix lui a consacré une exposition rétrospective itinérante intitulée Carlo Sarrabezolles. De l'esquisse au colossal, du 21 juin au 21 septembre 2008. L'exposition fut reprise au musée des Beaux-Arts de Reims d'octobre 2008 à janvier 2009, puis à Paris, à la Maison et atelier du maître-verrier Barillet, square Vergennes, de février à mai 2009, à Mont-de-Marsan au musée Despiau-Wlérick de juin à septembre 2009, enfin à Chambéry en 2009.